# Helicopsyche hollowayi
Helicopsyche hollowayi là một loài Trichoptera trong họ Helicopsychidae. Chúng phân bố ở miền Australasia.